# Neafie & Levy

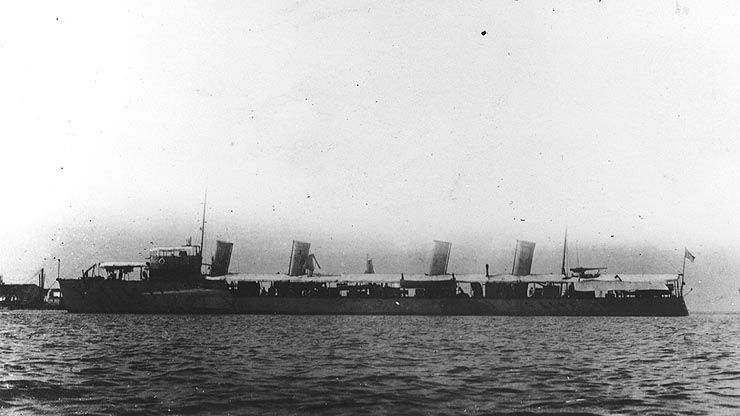
Contratorpedeiro USS Bainbridge (DD-1) (1902).

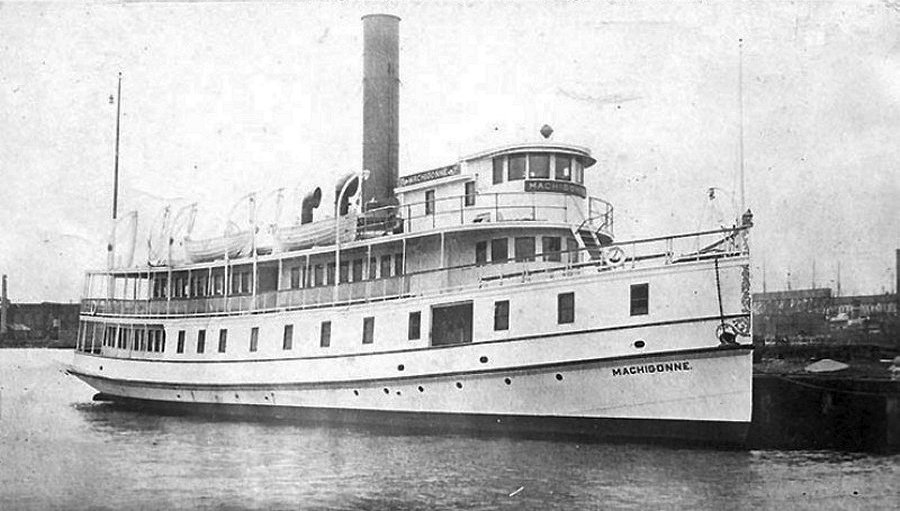
Ferry boat Yankee (1907).

Neafie, Levy & Co mais conhecida como Neafie & Levy foi um estaleiro norte-americano com sede na cidade de Kensington, Filadélfia. A empresa fundada em 1844 esteve ativa até 1907 quando encerrou as suas atividades.

## História

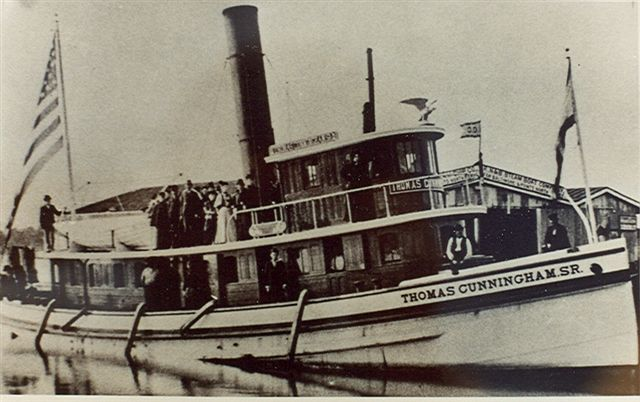
Rebocador 'Tuff E Nuff (1895) (ex-Thomas Cunningham Sr.).

A Neafie & Levy além de ser pioneira na construção de navios com casco de ferro, fabricava também os de motores a vapor que equipavam os navios. Fornecia também hélices para outros estaleiros norte-americanos.
Entre as embarcações mais notáveis construídas pela companhia para a Marinha dos Estados Unidos estão o primeiro submarino, o USS Alligator (1862), e o primeiro contratorpedeiro USS Bainbridge (DD-1) comissionado em 1902.  Vários dos seus navios, como como rebocadores Júpiter (1902) e Tuff E Nuff (1895) e do ferry boat Yankee (1907), ainda estão operacionais após cem anos de seus lançamentos. Ao todo, a empresa construiu mais de 300 navios e 1 100 motores a vapor para uso marítimo durante o curso de sua história de 63 anos.